# Museu Etnològic Muro
Das Museu Etnològic de Muro (katalanisch,  Museo Etnológico spanisch) ist ein völkerkundliches Museum und befindet sich in der Gemeinde Muro auf der Baleareninsel Mallorca.
Die umfangreiche Sammlung ist in einem alten Herrenhaus untergebracht und umfasst Handwerkszeug, landwirtschaftliche Geräte, Keramik und viele andere Dinge.
Das Museu Etnològic gilt als eines der sehenswerten Museen auf der Insel. Vergleichbare Einblicke über das Brauchtum der Mallorquiner gibt es auf Mallorca  in La Granja bei Esporles und auf dem Gutshof Els Calderers bei Vilafranca de Bonany im Gemeindegebiet Sant Joan.
Ausgestellt werden Arten von Handwerkszeug und landwirtschaftlichen Geräten, die Aufschluss über das Leben der Bauern und Handwerker auf Mallorca geben.
Die unterschiedlichen Räume wurden entsprechend ihrer Funktion mit traditionellem Mobiliar und Utensilien ausgestattet. So findet man zum Beispiel in einer Küche Töpfe, Schüsseln und Keramikgeschirr, einen alten Backofen und ein Esszimmer. In einem anderen Bereich sind Schmiedewerkzeuge, eine Schmuckwerkstatt  und Feldgeräte ausgestellt. Der Innenhof mit einem typischen Wasserrand rundet das authentische Bild des ländlichen Gutshofes aus der Zeit vor der Jahrhundertwende ab.

## Quelle
- Webseite Museo Etnologico Muro

Koordinaten: 39° 44′ 5,4″ N, 3° 3′ 28,9″ O